# Steven Milne
Steven Milne (Dundee, 5 mei 1980) is een Schotse voetballer (aanvaller) die sinds 2011 voor de Schotse tweedeklasser Ross County FC uitkomt. Voordien speelde hij onder meer voor Dundee FC en Plymouth Argyle. Met St. Johnstone FC won hij in 2008 de Scottish League Challenge Cup.